# قاجر (أيل تيمور)
قاجر (بالفارسية: قاجر) هي قرية تقع في إيران في أذربيجان الغربية. يقدر عدد سكانها بـ 401 نسمة بحسب إحصاء 2016.